# Alfons Müller (Politiker, 1931)
Alfons Müller (* 28. Mai 1931 in Berzdorf; † 13. Oktober 2003 in Wesseling) war ein deutscher Politiker (CDU).

## Leben und Beruf
Müller wurde als Sohn eines Postoberschaffners geboren. Nach dem Besuch der Volksschule absolvierte er eine Ausbildung zum Huf- und Wagenschmied, Schweißer und Schlosser. Er bildete sich 1955 und 1956 am Katholisch-Sozialen Institut in Honnef fort, bestand dort das Diplom und nahm anschließend eine Tätigkeit bei der Katholischen Arbeitnehmer-Bewegung (KAB) auf. Hier wurde er von 1960 bis 1992 als Verbandssekretär beschäftigt. Von 1971 bis 1991 war er Bundesvorsitzender der KAB. Des Weiteren wirkte er seit 1964 als Geschäftsführer der Kettelerhaus GmbH, von 1968 bis 1984 als Vizepräsident des Zentralkomitees der deutschen Katholiken (ZdK) und von 1965 bis 1985 als Mitglied des Rundfunkrates des WDR.

## Partei
Müller trat 1955 in die CDU ein. Von 1982 bis 1990 war er Vorsitzender der Christlich-Demokratischen Arbeitnehmerschaft (CDA) für den Bezirk Mittelrhein.

## Abgeordneter
Müller war von 1956 bis 1961 Ratsmitglied der Gemeinde Berzdorf, wurde anschließend in den Rat der Stadt Wesseling gewählt und war dort von 1976 bis 1994 Ratsvorsitzender. Von 1965 bis 1975 war er Kreistagsmitglied des Kreises Köln und von 1976 bis 1994 Kreistagsmitglied des Erftkreises. Dem Deutschen Bundestag gehörte er von 1980 bis 1994 an. Er war stets über die Landesliste Nordrhein-Westfalen ins Parlament eingezogen. Von 1987 bis 1990 war er stellvertretender Vorsitzender des Bundestagsausschusses für Arbeit und Sozialordnung.

## Öffentliche Ämter
Müller war von 1965 bis 1975 stellvertretender Landrat des Kreises Köln. Von 1976 bis 1994 amtierte er als Bürgermeister der Stadt Wesseling.

## Werke
- Erlebnisse und Erinnerungen, Bergisch Gladbach 2002, ISBN 3-87314-401-8

## Ehrungen
- Bundesverdienstkreuz am Bande (1981)
- Ehrenbürgerschaft der Stadt Wesseling (1994)
- Bundesverdienstkreuz 1. Klasse (1997)
- Alfons-Müller-Platz in Wesseling

| Personendaten    | Personendaten                  |
| ---------------- | ------------------------------ |
| NAME             | Müller, Alfons                 |
| KURZBESCHREIBUNG | deutscher Politiker (CDU), MdB |
| GEBURTSDATUM     | 28. Mai 1931                   |
| GEBURTSORT       | Berzdorf                       |
| STERBEDATUM      | 13. Oktober 2003               |
| STERBEORT        | Berzdorf                       |